# Ulica Adama Mickiewicza w Rzeszowie
Ulica Mickiewicza − jedna z głównych uliczek starego miasta. Prowadzi od Starego Rynku na Nowy Rynek i Stary Cmentarz.

## Historia
Dawniej był to główny trakt handlowy, gdyż droga prowadziła z głównego targowiska miasta do mostu i na wschód do Przemyśla, Jarosławia i Lwowa. Dopiero w XIX wieku po budowie Nowego Rynku przesunęła się na północ. Przed wojną znajdowało się tutaj dużo żydowskich mieszkań i sklepów (sklepy z porcelaną, koszerna jadłodajnia, optyk), głównie z powodu bliskości Synagogi Dużej i Synagogi Małej. Kwitł tutaj handel i życie towarzyskie. W pobliżu usytuowane był dwie pompy, niemal symbol miasta, przy których plotkowano na najróżniejsze tematy. W czasie wojny naziści zmienili nazwę ulicy na Dichterstrasse, oraz zniszczyli Pomnik Mickiewicza. Wzdłuż ulicy przebiegała również granica rzeszowskiego getta. Przejazdy czołgów spowodowały zniszczenia kilku kamienic. Po wojnie starano się naprawić zniszczenia, jednak z marnym skutkiem. Pomnik Mickiewicza odbudowano w latach 60.

## Zabytki
- Kamienica Esterki
- Teatr Maska
- Synagoga Mała (obecnie Archiwum Państwowe)
- Pomnik Mickiewicza